# Ира (Башкортостан)
Ира (баш. Ира) — село в составе городского округа Кумертау в Республике Башкортостан.

## Описание
Расположено на левом берегу Белой в месте впадения в неё реки Бальза, в 14 км к северо-востоку от Кумертау, в 10 км к югу от Мелеуза и в 210 км от Уфы.
Вдоль западной окраины села проходит автодорога Р240 Уфа — Оренбург, связывающая село с обоими ближайшими городами, в 1 км южнее села от неё отходит дорога на восток в Мраково (на Сибай). Ближайшая ж.-д. станция находится в деревне Каран (7 км к северо-западу, на линии Уфа — Оренбург).
Село основано между 1870 и 1877 годами, первопоселенцами - крестьянами  Тамбовской губернии, выкупившими  землю помещиков Дашковых.   С 1984 года подчинено администрации города Кумертау.
В селе имеются средняя общеобразовательная школа, детский сад, ФАП, библиотека.
Достопримечательности: Марфо-Мариинский женский монастырь (объект культурного наследия нач. XX в.).

## Население
| 2010 |
| ---- |
| 559  |

Историческая численность населения: 1896 г. — 1724 чел., 1906 г. — 2057; 1920 г. — 1709; 1939 г. — 1184; 1959 г. — 650; 1989 г. — 501; 2002 г. — 651 чел..
Национальный состав (2002): русские — 75 %.